# NGC 1544
NGC 1544 este o galaxie spirală situată în constelația Cefeu. A fost descoperită în 1876 de către Ernst Wilhelm Tempel.